# Bryconamericus deuterodonoides
Bryconamericus deuterodonoides es una especie de pez de la familia Characidae en el orden de los Characiformes.

## Morfología
Los machos pueden llegar alcanzar los 5 cm de longitud total.

## Hábitat
Vive en zonas de clima tropical.

## Distribución geográfica
Se encuentran en Sudamérica:  cuencas del río Orinoco y del lago Maracaibo.